# Physique théorique

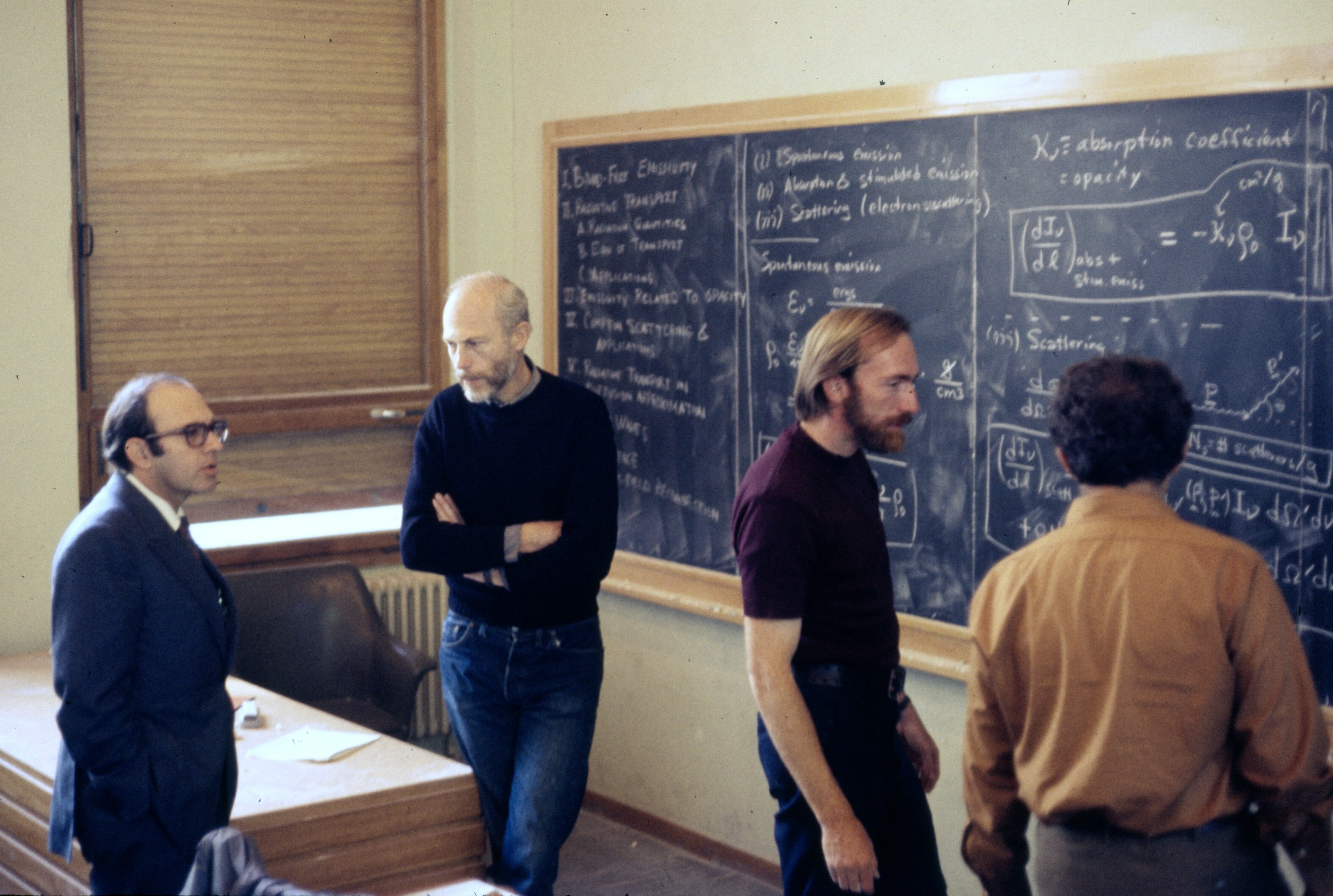
Discussion entre physiciens théoriciens à l'École de physique des Houches.

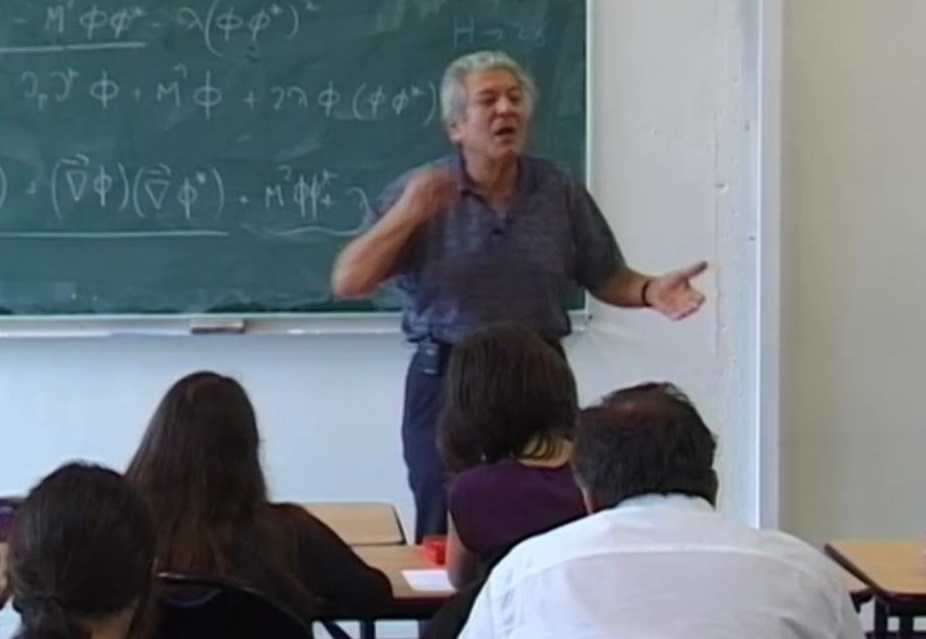
Jean Iliopoulos un des fondateurs du Laboratoire de physique théorique de l'École normale supérieure.

La physique théorique est la branche de la physique qui étudie l’aspect théorique des lois physiques et en développe le formalisme mathématique. C'est dans ce domaine que l'on crée les théories, les équations et les constantes en rapport avec la physique.
Elle constitue un champ d'études intermédiaire entre la physique expérimentale et les mathématiques, et a souvent contribué au développement de l’une comme de l’autre.
La physique théorique ne doit pas être confondue avec la physique mathématique, cette branche des mathématiques qui se propose de rendre mathématiquement rigoureux les énoncés estimés vagues ou mal définis des théoriciens.

## Théories et modèles
La physique théorique essaie de décrire le monde en réalisant des modèles de la réalité, utilisé afin de rationaliser, d'expliquer et de prédire des phénomènes physiques à travers une « théorie physique ». Il y a en physique trois types de théories : des théories largement adoptées, des théories proposées mais non validées, et des théories marginales (traduction approchée de « mainstream theories, proposed theories and fringe theories »).
Certaines théories physiques sont confirmées par l'observation alors que d'autres ne le sont pas. Une théorie physique est un ensemble de postulats (ou axiomes) et de méthodes. Une théorie ne peut donc pas, par définition, être prouvée : en cela une théorie physique diffère d'un théorème mathématique. Toutefois, les résultats ou postulats d'une théorie peuvent être retrouvés à partir d'autres théories dans un certain domaine d'application, par exemple en effectuant des approximations. Les théories physiques modélisent la réalité et sont à la fois un reflet des observations, et une source de prédiction d'observations nouvelles.
Les théories physiques peuvent être acceptées lorsqu'elles permettent à la fois de faire des prédictions correctes et d'éviter de faire des prédictions erronées. Les théories physiques les plus simples sont le plus souvent préférées à celles qui sont vues comme complexes (par exemple se basant sur un nombre jugé excessif de postulats, ou expliquant des processus physiques par des mécanismes jugés complexes), conformément à la règle connue sous le nom de « rasoir d'Ockham ». Les théories physiques les plus susceptibles d'acceptation sont celles qui relient une grande quantité de phénomènes. Le processus de test d'une théorie physique fait partie de la méthode scientifique.

## Position de la physique théorique
La position particulière de la physique théorique à la croisée des mathématiques et de la physique a conduit le mathématicien français Jean-Marie Souriau à la décrire comme « une physique sans expérience et une mathématique sans la rigueur ».

## Quelques théories
Le tableau ci-dessous rassemble des théories importantes classées par date. Les théories communément acceptées sont en vert, les théories spéculatives sont en beige. Deux théories communément acceptées peuvent donner des résultats différents : par exemple, la mécanique newtonienne sera moins précise que la théorie de la relativité générale en cosmologie. Chaque théorie a son propre domaine d'application (par exemple, la relativité restreinte permet d'étendre ce domaine aux vitesses proches de la vitesse de la lumière). On entend par
- Limite non relativiste : petites vitesses ({\displaystyle \ll } {\displaystyle c}), faible énergie-impulsion, faible champ gravitationnel
- Limite classique : effets de la physique quantique négligeables, échelles non microscopiques (typiquement > 10 nm), actions grandes ({\displaystyle \gg } {\displaystyle \hbar })

On appelle :
- une théorie du tout une théorie qui décrit l'ensemble des interactions fondamentales de la matière ;
- une théorie de gravité quantique une théorie qui décrit de façon quantique la relativité générale;
- une théorie de jauge une théorie fondée sur un ou des groupes de symétries agissant en chaque point de l'univers séparément.

| Théorie                                                                  | Outils de modélisation                                                      | Domaine d'application |
| ------------------------------------------------------------------------ | --------------------------------------------------------------------------- | --- |
| Mécanique classique - Gravitation newtonienne (XVIIe siècle)             | Géométrie euclidienne en 3D Temps newtonien Particules et champs classiques | Limite non relativiste Limite classique |
| Thermodynamique classique (XIXe siècle)                                  | Température, chaleur, entropie                                              | Systèmes macroscopiques, température élevée (typiquement au-delà de quelques dizaines de kelvins)                                                             |
| Relativité restreinte (1905) - Électromagnétisme classique (XIXe siècle) | Champs tensoriels classiques sur un espace-temps de Minkowski 4D et plat    | Grandes vitesses Faible champ gravitationnel |
| Relativité générale (1915)                                               | Géométrie non euclidienne en 4D                                             | De l'échelle macroscopique aux échelles cosmologiques Limite classique Fort champ gravitationnel Compréhension de la gravitation (courbure de l'espace-temps) |
| Mécanique quantique (début XXe siècle)                                   | Espace et temps newtoniens Probabilités, fonction d'onde et observables     | Échelles microscopiques (< 10 nm) Limite classique |
| Électrodynamique quantique (milieu XXe siècle)                           | Champs quantiques relativistes (espace-temps de Minkowski)                  | Petites échelles Quantification de l'électromagnétisme Mécanique quantique relativiste                                                                        |
| Modèle standard (années 70)                                              | Champs quantiques relativistes                                              | Petites échelles Unification de l'électromagnétisme, de l'interaction faible et de l'interaction forte                                                        |
| Gravitation quantique à boucles                                          | Géométrie non euclidienne en 4D, discrète, description probabiliste         | Toutes échelles, quantification de la relativité générale (gravité quantique)                                                                                 |
| Théories des cordes (terme regroupant différentes théories, années 90)   | Branes, Supersymétrie                                                       | Toutes échelles, Unification des quatre interactions fondamentales                                                                                            |

D'autres théories ont un statut d'outil, servant par exemple à décrire des phénomènes non élémentaires ou à fournir un cadre de modélisation :
| Théorie                                                            | Outils de modélisation             | Domaine d'application                              |
| ------------------------------------------------------------------ | ---------------------------------- | -------------------------------------------------- |
| Physique statistique - Théorie cinétique des gaz (fin XIXe siècle) | Ensembles statistiques             | Grand nombre de particules, matière condensée, gaz |
| Théorie quantique des champs                                       | Champs quantiques                  | Théories effectives, électrodynamique quantique    |
| Mécanique des milieux continus - Dynamique des fluides             | Description continue de la matière | Certains fluides ou solides macroscopiques         |

Il existe enfin un grand nombre de théories dans chaque domaine de la physique, par exemple le Modèle ΛCDM en cosmologie, l'optique géométrique en optique, la théorie de la décohérence en mécanique quantique, ...